# Porsche 911 (1963)

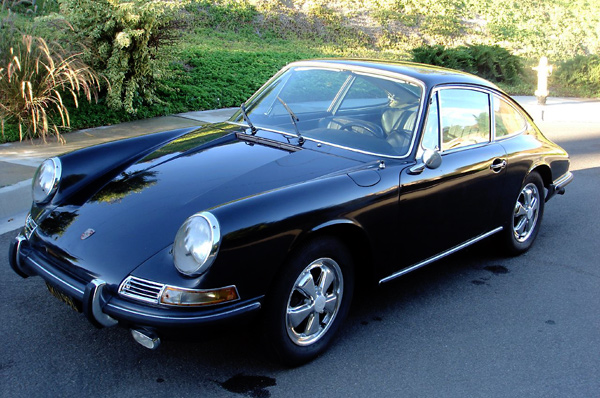
Porsche 911 S z roku 1967

Originální Porsche 911 byl sportovní automobil. Vyráběla ho firma Porsche. Představeno bylo na domácím německém autosalonu, ve Frankfurtu. Bylo mnohem silnější, větší, pohodlnější než jeho předchůdce, Porsche 356. Automobil původně nesl označení 901 podle číselné řady projektů automobilky, ale kvůli konfliktu s firmou Peugeot bylo číslo záhy změněno na 911. Vyráběly se postupně různé série, které vždy přinesly něco nového. První závodní verze tohoto automobilu byla Porsche 911 Carrera. Vyrábět se začal v roce 1964. Je to třídveřové kupé nebo částečně otevřený model s odnímatelnou střechou a bezpečnostním rámem targa, teprve v roce 1983 přibyl v modelové řadě také klasický kabriolet.
V letech 1965–1969 se souběžně vyráběl levnější, avšak vzhledově prakticky totožný model Porsche 912, který měl pouze plochý čtyřválcový vzduchem chlazený motor odvozený ze starého modelu Porsche 356. V roce 1976 pak byla ještě pro zákazníky v USA vyrobena malá serie 2099 kusů modelu Porsche 912E s plochým čtyřválcovým boxerem převzatým z Porsche 914 s elektronicky řízeným vstřikováním Bosch L-Jetronic.

## Motorsport
Hned v prvních letech výroby se také vyráběla závodní verze Typ 901. Šlo jen o mírně upravenou silniční verzi. Později vyráběli speciální verze pro závodění.